# Кампенхаут
Кампенхаут (на нидерландски: Kampenhout) е селище в Централна Белгия, окръг Хале-Вилворде на провинция Фламандски Брабант. Населението му е около 11 000 души (2006).